# 利翁德旺丹
利翁德旺丹（法語：Lion-devant-Dun，法語發音：[ljɔ̃ dəvɑ̃ dœ̃]，意为“丹前方的利翁”）是法国默兹省的一个市镇，属于凡尔登区。该市镇总面积15.51平方公里，2009年时的人口为179人。

## 人口
利翁德旺丹人口变化图示